# 김복진
김복진(金復鎭, 1901년 11월 3일 (1901년 음력 9월 23일) - 1940년 8월 18일)은 일제강점기의 조각가이며, 사회주의 계파의 진보 성향 문예운동을 이끈 지도자였다. 호는 정관(井觀), 본관은 안동(安東)이다.

## 생애
1901년 충북 청주 출신이고, 배재고등보통학교를 거쳐, 1920년 일본 도쿄 미술학교 조각과에 입학했다.
1924년 데이코쿠미전(帝國美展)에 작품 〈나상(裸像)〉을 출품, 입선하였다. 동년 졸업과 동시에 귀국하여 모교인 배재중학 교원이 되었다. 한편 ‘토월미술연구회(土月美術硏究會)’, 청년학관(靑年學館, Y.M.C.A.) 미술과, 경성(京城)여자상업학교의 미술강사 등으로 후진양성에 힘썼다. 1925년 제4회 선전(鮮展)에 작품 〈3년 전〉을 출품, 3등상을 수상한 것을 필두로 제5회 및 제16회 선전에서는 특선, 제15회 선전에 입선되었다. 1930년 중앙일보 학예부장을 지내는 한편 ‘조선미술원(朝鮮美術院)’을 창립했고 1936년 법주사 대불(大佛)을 착공하여 미완성인 채 서울에서 사망했다.

## 기타 활동, 평가 및 작품
그는 옥고(獄苦)를 치르는 등 불우한 생활 가운데서도 한국의 근대조각을 개척하는 데에 크게 공헌한 선각자이며 연극과 평론활동에도 종사한 다재다능한 조각가로 평가된다.
본래 문학 청년이던 김복진은 조각 공부를 하면서 토월회를 결성해 신극 운동을 벌이는 등 문예 여러 분야에서 활동을 시작했다. 이때 사회주의 사상에도 입문했다. 배재고등보통학교 교사로 근무하면서 윤효중 등 여러 제자에게 영향을 주었다. 제 1차 카프 검거 사건으로 체포되기 전까지 고려공산청년회의 학생위원회를 담당하여 학생 운동 지도자로도 활동했다.
김복진은 '한국 최초'라는 수식어가 다양하게 붙는 선구적인 예술인이었다. 한국 최초의 조각가, 한국 미술비평의 첫 스승, 토월회로 신극 운동을 개창한 연극인, 조선프롤레타리아예술가동맹을 창립한 사회주의 사상가, 만화와 광고에 처음 눈을 뜬 언론인 등이다. 동생이자 카프 동료였던 김기진은 "망형(亡兄) 김복진의 이름은 조선문화사의 첫 페이지에 기록돼도 좋으리라 생각된다"고 썼다.
그러나 사회주의 계열에서 활동하다 일제 강점기에 일찍 사망하여 오랫동안 평가가 제대로 이루어지지 못했다. 부인인 허하백이 김복진 사망 후 친일 연설과 기고에 적극적으로 나서 비난 받았고 미군정 하에서는 사회주의 운동을 하다가 실종 또는 타살된 것도 김복진의 이름이 금기시되는 계기가 되었다. 월북 예술인 해금 이후 기념사업회가 설립되어 묘소에 묘비도 세워지고 《김복진 전집》, 《김복진의 예술세계》 등이 출간되면서 재평가되었다.

### 작품
김복진은 한국에 서양 조각을 처음 도입하고 사실주의 조각의 기틀을 다진 것으로 평가된다.
작품 경향은 사실적인 표현으로 일관하고 있다. 대표적인 작품으로는 〈법주사 석가여래입상〉, 〈다산 선생상〉, 〈소년〉, 〈백화〉가 있으나, 혼란기를 거치며 두 점만 남아 있다.
1922년 소실된 <금산사 중앙 미륵불> 재건.
〈법주사 석가여래입상〉
충청북도 보은 법주사에 소재한다. 높이 80여 척의 철근 콘크리트로 된 대불(大佛)이다. 조각가 김복진의 필생의 대표작으로 심혈을 기울여 1935년경에 제작하기 시작했으나 두부(頭部)와 전체의 비례만을 마치고 자금난으로 중지되어 그의 생존시에 완성을 못보고 이후 1949년 윤효중(尹孝重)이 이어받아 추진되었으나 역시 도중에 중단, 장기은(張基殷), 임천(林泉) 등 여러 사람의 손을 거쳐 1963년 3월에 비로소 완성되었다. 30여년의 제작 기간을 거치는 동안 김복진의 원형과는 거리가 먼 것으로 변모되고 말았으나 근대조각으로서 특기할 만한 온건한 용모와 풍만한 입체감을 갖춘 기념비적 조상(彫像)이다.
〈소년〉
김복진의 대표적인 조각 작품이다. 일제 강점기인 1940년 제19회 선전에 출품하여 특선을 받은 그의 최후작이다.

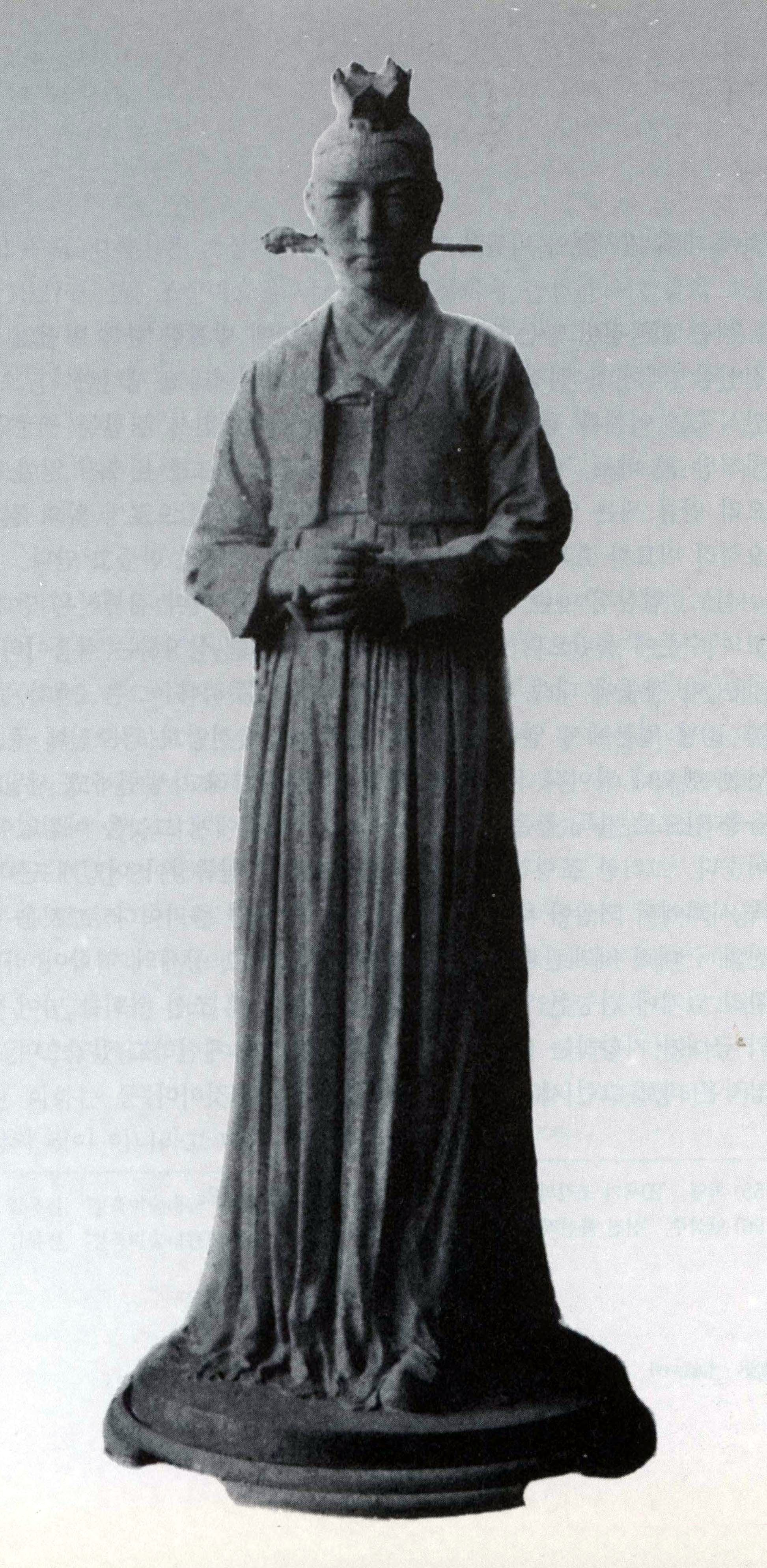
〈백화〉
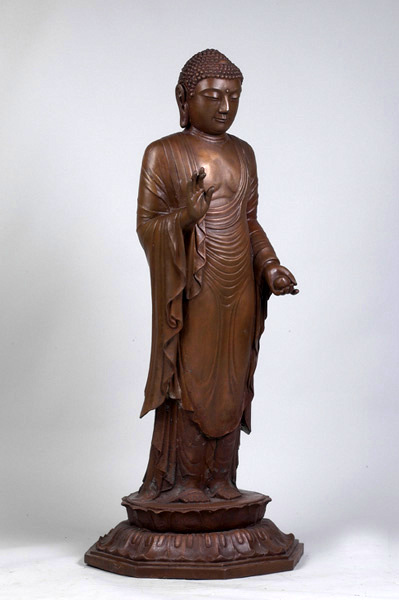
〈미륵불〉
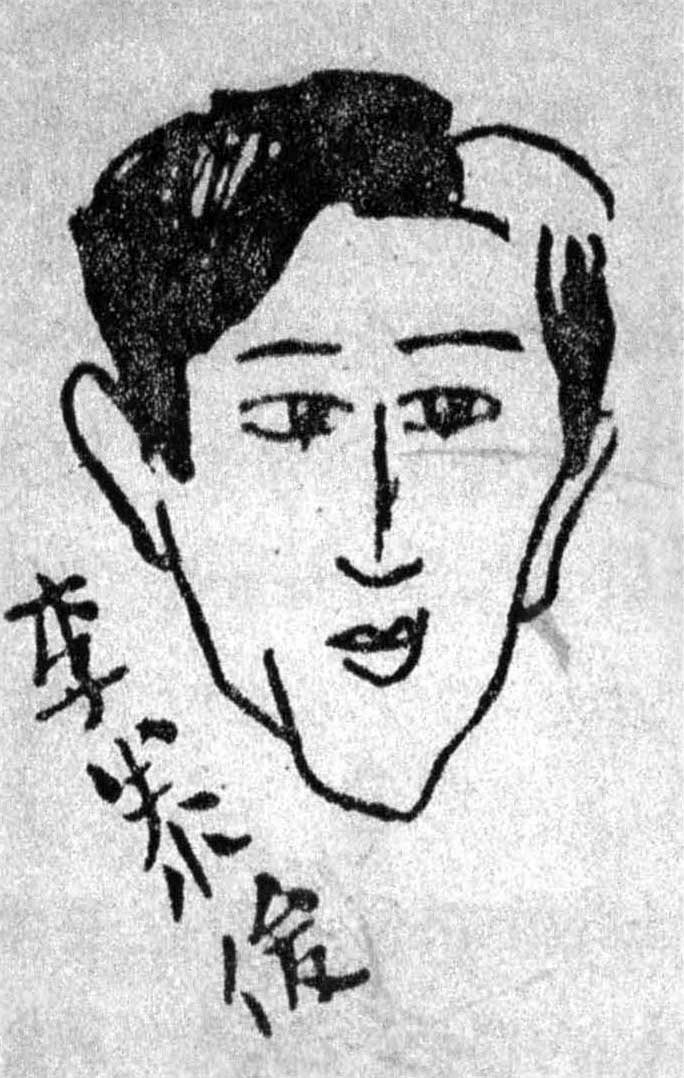
〈이태준 소묘〉
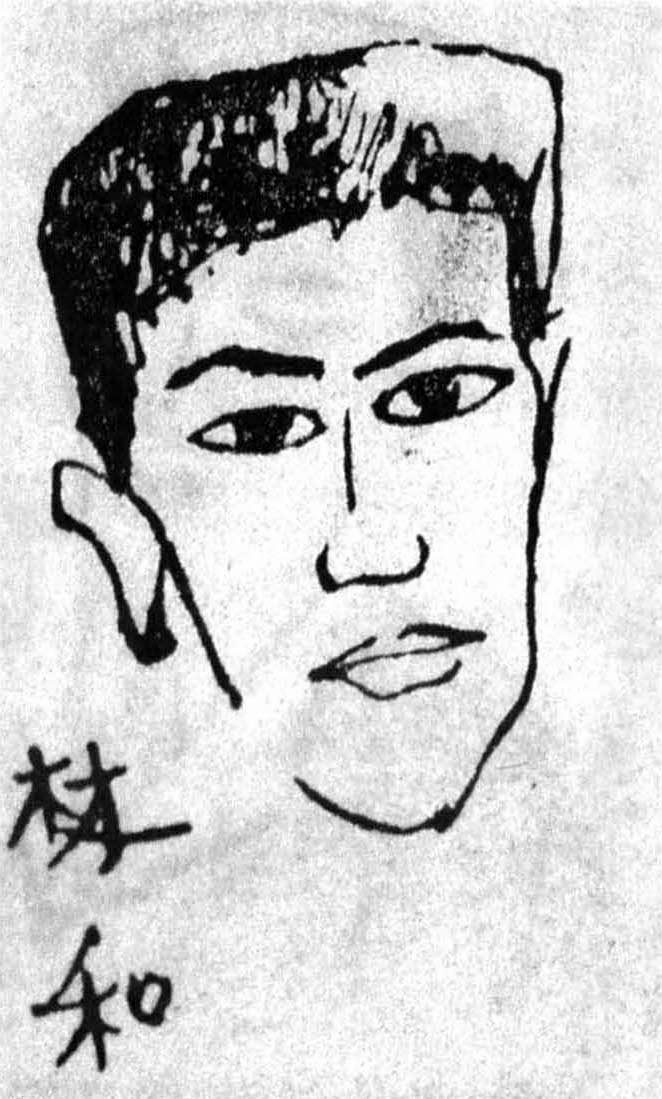
〈임화 소묘〉

## 가족 관계
- 아내: 허하백(許河伯, 1909년 - ?, 교육자, 정치인. 前 전국부녀총동맹 제2부총재.)
- 동생: 김팔봉(金八峰, 1903년 8월 21일 - 1985년 5월 8일, 본명 김기진(金基鎭). 시인, 소설가, 문학평론가.)
- 조카딸: 김복희(金福姬, 1928년 3월 31일 - , 소프라노 성악가. 개신교 신자. 前 이화여자대학교 교수. 김팔봉의 딸.)

## 학력
- 충청북도 진천 상산보통학교 수료
- 충청북도 영동 황간보통학교 수료
- 강원도 춘천보통학교 수료
- 충청북도 영동보통학교 졸업
- 경성 배재고등보통학교 졸업
- 일본 도쿄 미술학교 졸업

## 같이 보기
- 토월회
- 고려공산청년회
- 김기진
- 허하백

## 참고자료
- 정재숙 (2001년 8월 1일). “전설이 된 조각가, 김복진”. 한겨레. 2005년 5월 17일에 원본 문서에서 보존된 문서. 2008년 6월 2일에 확인함.